# Micke Engström
Micke Engström, född 1966, är en svensk kortfilmare, klippare, regissör, manusförfattare och konstnär. Han är bland annat känd för sin korta skräckfilm Zombie Psycho Sthlm, som är extremt våldsam med vaga kopplingar till kriget mot terrorismen och al-Qaida. Den ingår i dvdsamlingen "Swedish horror" utgiven av Njutafilms och finns nedladdningsbar med engelskt tal. Samma bolag har också gett ut samlingsdvd:n 2x3 med filmer av Nicolas Debot och Micke Engström. I maj 2014 hade skräcklångfilmen Faust 2.0 världspremiär på filmfestivalen i Cannes, ett av fem segment regisserat av Micke Engström. 2019 fick långfilmsdokumentären "Hans Arnold - Penselns Häxmästare" premiär, efter 12 års arbete. 2025 får långfilmsdokumentären "Semitjov - drömmen om en bättre värld" premiär.
Han kallar sig ibland Micke von Engström.

## Kortfilmer, i urval
- Plastpappan (1999) svartvitt, suggestivt, välspelat. Löst baserad på Margareta Garpes pjäs "till Julia". I rollerna: Sissela Kyle, Rakel Wärmländer, Valerio Amico
- Rymdpiraterna - the special edition 1997
- Zombie Psycho Sthlm 2004
- $cience fiction-trilogin 1993-2001 bestående av Ned$kärning, Nya Tider, I.D.B.A.V..